# Военно-морские силы Норвегии

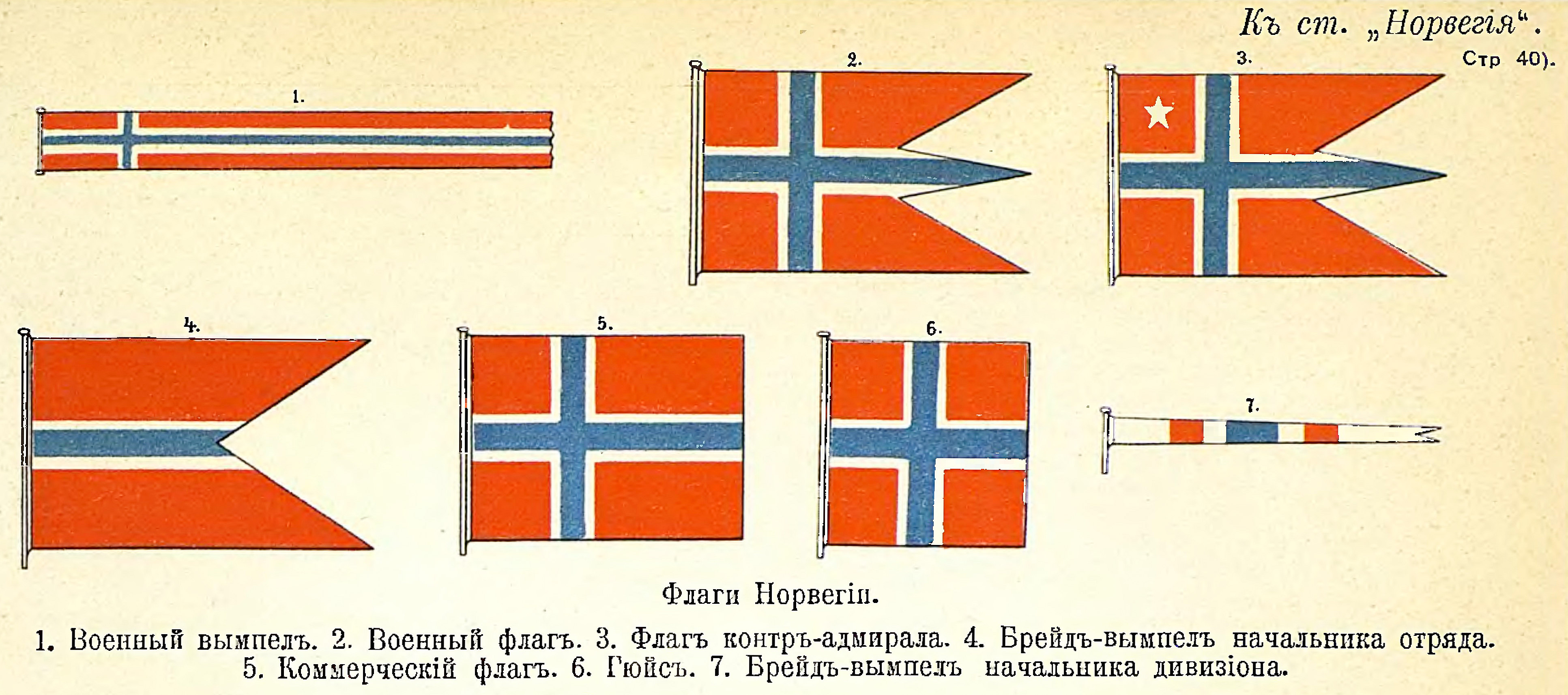
Флаги Норвегии (на начало XX столетия).
1) Военный вымпел.
2) Военный флаг.
3) Флаг контр-адмирала.
4) Брейд-вымпел начальника отряда.
5) Коммерческий флаг.
6) Гюйс.
7) Брейд-вымпел начальника дивизиона.

Флаг ВМС Норвегии

Военно-морские силы Норвегии (букмол Sjøforsvaret — Военно-морской флот) — один из видов вооружённых сил Норвегии. 
В основном включают в себя управление, военно-морской флот, военно-морскую авиацию, морскую пехоту, части и подразделения специального назначения. По состоянию на 2005 год, численность ВМC Норвегии составляла 6100 человек (включая 160 в береговой обороне; 270 в береговой охране и 3300 военнослужащих срочной службы). По состоянию на 2007 год, численность ВМC Норвегии составляла 3700 человек (исключая военнослужащих срочной службы).

## История
Вооружённые силы Норвегии были созданы в 1814 году. ВС Норвегии делились на флот (морские силы) и войско (сухопутные силы).
На конец XIX столетия Морские силы Норвегии составлялись из:
- постоянного контингента волонтеров, вызываемых во всякое время;
- окружных морских войск, с резервами, в мирное время должны были состоять из 2 000 человек, а в военное время могли быть доведены до 3 500 человек;
- береговой охраной, могла быть созываема лишь в случаях защиты страны[4].

В 1896 году, во флоте числилось 55 военных судов, 97 офицеров, 420 унтер-офицеров и матросов в запасе, 150 офицеров и унтер-офицеров.

### 1905—1940

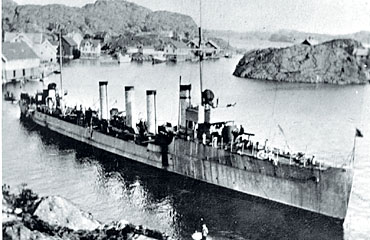
Эсминец «Тролль», вступивший в строй незадолго до первой мировой войны

В 1905 году Норвегия стала независимым государством, сохранив свой прежний флот. Несмотря на значительную протяжённость береговой линии, размер флота оставался сравнительно небольшим. Личный состав ВМС Норвегии, находившихся под командованием контр-адмирала, в этот период составлял около 2000 человек, в том числе около 1000 призывников. На 1905 год ВМС Норвегии из крупных надводных артиллерийских боевых кораблей имели 4 сравнительно современных броненосца береговой обороны, 5 устаревших мониторов и 2 малых бронепалубных крейсера. Помимо них, ВМС имели 11 канонерских лодок разных размеров, самые старые из которых были спущены на воду в 1860 году. Миноносные силы были сравнительно велики — эсминец и 37 миноносцев. До первой мировой войны на вооружение поступили только три эсминца типа «Дрёуг» и три миноносца типа «Тейст», построенные силами своих верфей, а также четыре подводные лодки — «Коббен» и три типа «A», построенные в Германии. Кроме них, в Великобритании были заказаны два броненосца береговой обороны типа «Нидарос», чтобы завершить комплектование дивизиона броненосцев, но с началом Первой мировой войны строящиеся корабли были выкуплены ВМС Великобритании и вошли в их состав. Схожая участь постигла и четвёртую подводную лодку типа «A», реквизированную Германией.
В Первой мировой войне Норвегия сохраняла нейтралитет и участие её флота в войне ограничилось уничтожением занесённых в норвежские воды плавучих мин. В то же время, несмотря на нейтралитет, Норвегия склонялась на сторону Антанты и в январе 1918 года было даже предложено создать службу береговых наблюдателей для отслеживания перемещений германских подводных лодок, в обмен на что ВМС Норвегии получили бы от Великобритании современное оборудование. В годы войны норвежский флот пополнили лишь две канонерские лодки типа «Оркла», три миноносца типа «Трюгг» и три минных заградителя — «Фрёя» и два типа «Гломмен».

### ВМС Норвегии во Второй мировой войне
В годы Второй мировой войны ВМС Норвегии командовал контр-адмирал Элиас Корнелиуссен.

## Организация
ВМС Норвегии организационно включают:
- главный штаб ВМС;
- тактическое командование ВМС;
  - дивизион подводных лодок (Ubåttjenesten);
  - дивизион фрегатов (Fregattskvadronen);
  - дивизион корветов (Korvettskvadronen);
  - дивизион тральщиков (Minerydderskvadronen);
- эскадру обороны побережья;
- службу береговой охраны (Kystvakten) в состав которой входят
  - дивизион «Север»;
  - дивизион «Юг»;
- командование сил специального назначения ВМС;
- отряд специального назначения (морские егери);
- отряд морской пехоты (береговые егери);
- взвод водолазов минеров;
- учреждения центрального подчинения.

Руководство военно-морскими силами осуществляет генеральный инспектор ВМС (Generalinspektøren for Sjøforsvaret) через главный штаб ВМС.

## Пункты базирования
- Хоконсверн (главная, штаб ВМС).
- Рамсунд (спецназ ВМС Marinejegerkommandoen[англ.])

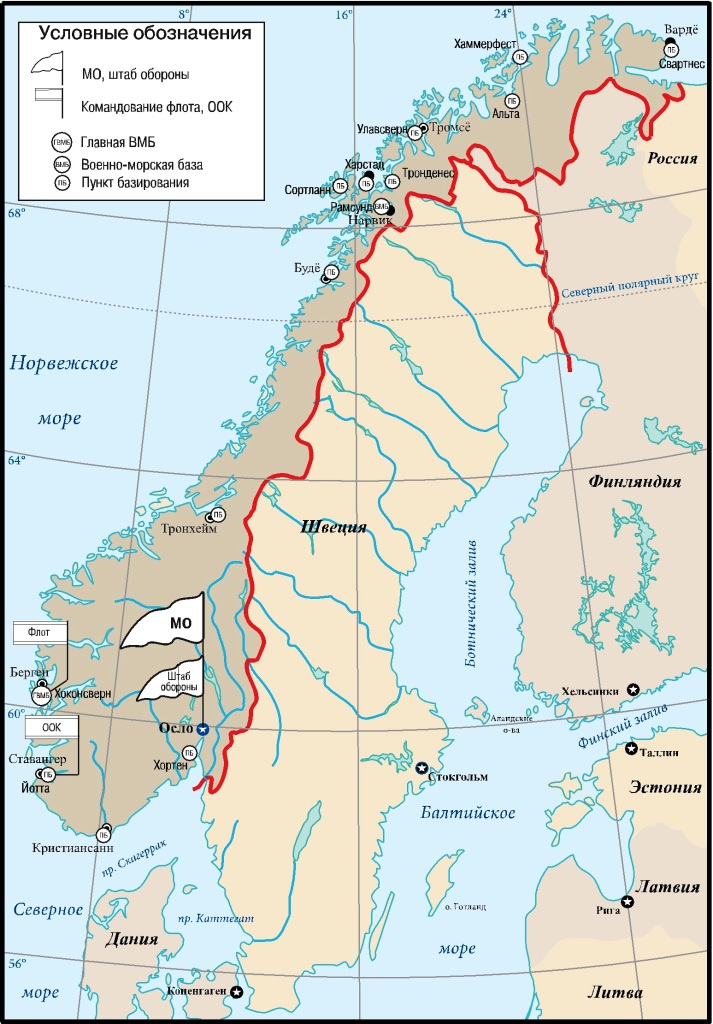
Основные штабы и базы ВМС Норвегии

- Тронденес (спецназ береговых егерей Kystjegerkommandoen[англ.])
- Олавсверн (вспомогательная база)
- Сортланд (дивизион береговой охраны «Север»)
- Хортен (учебная база)

## Боевой состав
| Наименование (Бортовой номер)        | Изображение         | В составе флота     | Статус |
| Военно-морской флот                  | Военно-морской флот | Военно-морской флот | Военно-морской флот |
| Подводные лодки                      | Подводные лодки     | Подводные лодки     | Подводные лодки |
| ДЭПЛ типа «Ula»                      | ДЭПЛ типа «Ula»     | ДЭПЛ типа «Ula»     | ДЭПЛ типа «Ula» |
| ------------------------------------ | ------------------- | ------------------- | --- |
| KNM Ula (S300)                       |                     | 27.04.1989          | В строю |
| KNM Utsira (S301)                    |                     | 30.04.1992          | В строю |
| KNM Utstein (S302)                   |                     | 14.11.1991          | В строю |
| KNM Utvær (S303)                     |                     | 08.11.1990          | В строю |
| KNM Uthaug (S304)                    |                     | 07.05.1991          | В строю |
| KNM Uredd (S305)                     |                     | 03.05.1990          | В строю |
| Фрегаты и корветы                    |                     |                     | |
| Фрегаты типа «Fridtjof Nansen»       |                     |                     | |
| KNM Fridtjof Nansen (F310)           |                     | 05.04.2006          | В строю |
| KNM Roald Amundsen (F311)            |                     | 21.05.2007          | В строю |
| KNM Otto Sverdrup (F312)             |                     | 30.04.2008          | В строю |
| KNM Helge Ingstad (F313)             |                     | 29.09.2009          | Затонул. 8.11.2018 корабль возвращался с учений НАТО «Trident Juncture 2018» и при заходе в порт Эйгарден столкнулся с нефтяным танкером Sola, после чего получил внушительную пробоину и затонул в нескольких метрах от берега. Пострадали семь военных моряков, всего же с борта фрегата было эвакуировано 137 человек. |
| KNM Thor Heyerdahl (F314)            |                     | 18.02.2011          | В строю |
| Корветы типа «Skjold»                |                     |                     | |
| KNM Skjold (P960)                    |                     | 17.04.1999          | В строю |
| KNM Storm (P961)                     |                     | 09.09.2010          | В строю |
| KNM Skudd (P962)                     |                     | 28.10.2010          | В строю |
| KNM Steil (P963)                     |                     | 30.06.2011          | В строю |
| KNM Glimt (P964)                     |                     | 03.2012             | В строю |
| KNM Gnist (P965)                     |                     | 11.2012             | В строю |
| Минно-тральные корабли               |                     |                     | |
| Тральщики-искатели мин типа «Oksøy»  |                     |                     | |
| KNM Karmøy (M341)                    |                     | 1994                | В строю |
| KNM Måløy (M342)                     |                     | 1995                | В строю |
| KNM Hinnøy (M343)                    |                     | 1995                | В строю |
| Тральщики типа «Alta»                |                     |                     | |
| KNM Alta (M350)                      |                     | 1996                | В строю |
| KNM Otra (M351)                      |                     | 1996                | В строю |
| KNM Rauma (M352)                     |                     | 1996                | В строю |
| Вспомогательные корабли              |                     |                     | |
| Патрульный корабль типа «Reine»      |                     |                     | |
| KNM Olav Tryggvason (P380)           |                     | 2010                | В строю |
| Королевская яхта типа «Norge»        |                     |                     | |
| KS Norge (A553)                      |                     | 1948                | В строю |
| Судно снабжения типа «Valkyrien»     |                     |                     | |
| KNM Valkyrien (A535)                 |                     | 1981                | В строю |
| Береговая охрана                     |                     |                     | |
| Ледокольные патрульные корабли       |                     |                     | |
| Патрульный корабль типа «Svalbard»   |                     |                     | |
| KV Svalbard (W303)                   |                     | 2001                | В строю |
| Океанские патрульные корабли         |                     |                     | |
| Патрульные корабли типа «Nordkapp»   |                     |                     | |
| KV Nordkapp (W320)                   |                     | 1980                | В строю |
| KV Senja (W321)                      |                     | 1980                | В строю |
| KV Andenes (W322)                    |                     | 1981                | В строю |
| Патрульный корабль типа «Ålesund»    |                     |                     | |
| KV Ålesund (W312)                    |                     | 1997                | В строю |
| Патрульный корабль типа «Harstad»    |                     |                     | |
| KV Harstad (W318)                    |                     | 2005                | В строю |
| Патрульные корабли типа «Barentshav» |                     |                     | |
| KV Barentshav (W340)                 |                     | 2009                | В строю |
| KV Bergen (W341)                     |                     | 2010                | В строю |
| KV Sortland (W342)                   |                     | 2010                | В строю |
| Прибрежные патрульные корабли        |                     |                     | |
| Патрульные корабли типа «Nornen»     |                     |                     | |
| KV Nornen (W330)                     |                     | 2007                | В строю |
| KV Farm (W331)                       |                     | 2007                | В строю |
| KV Heimdal (W332)                    |                     | 2007                | В строю |
| KV Njord (W333)                      |                     | 2007                | В строю |
| KV Tor (W334)                        |                     | 2007                | В строю |
| Патрульный корабль типа «Reine»      |                     |                     | |
| KV Magnus Lagabøte (W335)            |                     | 2011                | В строю |

| Наименование (Бортовой номер)                       | Изображение                                         | В составе флота                                     | Статус                                              |
| Разведывательная служба (не входит в структуру ВМС) | Разведывательная служба (не входит в структуру ВМС) | Разведывательная служба (не входит в структуру ВМС) | Разведывательная служба (не входит в структуру ВМС) |
| Разведывательный корабль типа «Marjata 3»           | Разведывательный корабль типа «Marjata 3»           | Разведывательный корабль типа «Marjata 3»           | Разведывательный корабль типа «Marjata 3»           |
| --------------------------------------------------- | --------------------------------------------------- | --------------------------------------------------- | --------------------------------------------------- |
| FS Eger (бывший FS Marjata)                         |                                                     | 1995                                                | В строю                                             |
| Разведывательный корабль типа «Marjata 4»           |                                                     |                                                     |                                                     |
| FS Marjata                                          |                                                     | 2016                                                | В строю                                             |

## Префикс кораблей и судов
Корабли и суда ВМФ Норвегии имеют префикс KNM (букмол Kongelige Norske Marine — Королевский Норвежский Военно-морской флот). Корабли и суда Береговой охраны ВМС Норвегии имеют префикс KV (букмол Kystvakten — Береговая охрана). Королевская яхта «Norge» имеет префикс KS (букмол Kongeskipet — Королевский корабль).

## Флаги кораблей и судов
| Флаг | Гюйс | Вымпел боевых кораблей |
| ---- | ---- | ---------------------- |
|      |      |                        |

### Флаги должностных лиц
| Адмирал | Вице-адмирал | Контр-адмирал | Командор |
| ------- | ------------ | ------------- | -------- |
|         |              |               |          |
|         |              |               |          |
|         |              |               |          |

## Знаки различия

### Адмиралы и офицеры
| Категории               | Адмиралы      | Адмиралы    | Адмиралы      | Адмиралы       | Старшие офицеры    | Старшие офицеры    | Старшие офицеры    | Младшие офицеры   | Младшие офицеры   | Младшие офицеры |
| ----------------------- | ------------- | ----------- | ------------- | -------------- | ------------------ | ------------------ | ------------------ | ----------------- | ----------------- | --------------- |
|                         |               |             |               |                |                    |                    |                    |                   |                   |                 |
| Норвежское звание       | Admiral       | Viseadmiral | Kontreadmiral | Flaggkommandør | Kommandør          | Kommandørkaptein   | Orlogskaptein      | Kapteinløytnant   | Løytnant          | Fenrik          |
| Российское соответствие | Адмирал флота | Адмирал     | Вице-адмирал  | Контр-адмирал  | Капитан 1-го ранга | Капитан 2-го ранга | Капитан 3-го ранга | Капитан-лейтенант | Старший лейтенант | Лейтенант       |

### Сержанты и матросы
| Категории               | Подофицеры  | Подофицеры     | Подофицеры     | Подофицеры     | Сержанты и старшины          | Сержанты и старшины | Сержанты и старшины | Сержанты и старшины  | Сержанты и старшины | Матросы        | Матросы |
| ----------------------- | ----------- | -------------- | -------------- | -------------- | ---------------------------- | ------------------- | ------------------- | -------------------- | ------------------- | -------------- | ------- |
|                         |             |                |                |                |                              |                     |                     |                      |                     |                |         |
| Норвежское звание       | Flaggmester | Orlogsmester   | Flotiljemester | Skvadronmester | Senior kvartermester         | Kvartermester       | Konstabel           | Senior visekonstabel | Visekonstabel       | Ledende menig  | Menig   |
| Российское соответствие | нет         | Старший мичман | Мичман         | нет            | Главный корабельный старшина | Главный старшина    | Старшина 1-й статьи | Старшина 2-й статьи  | нет                 | Старший матрос | Матрос  |